# Lithobates catesbeianus
Lithobates catesbeianus är en groddjursart som först beskrevs av Shaw 1802.  Lithobates catesbeianus ingår i släktet Lithobates och familjen egentliga grodor. IUCN kategoriserar arten globalt som livskraftig. Inga underarter finns listade i Catalogue of Life.